# Edwin Lara
Edwin Lara Barrios (ur. 8 września 1999 w Berkeley) – meksykański piłkarz z obywatelstwem amerykańskim występujący na pozycji lewego obrońcy.
Urodził się w Stanach Zjednoczonych, zaś jego rodzice pochodzą z Meksyku.